# Sommer-Paralympics 2016/Teilnehmer (Südafrika)
| stlisierte Goldmedaille | stlisierte Silbermedaille | stlisierte Bronzemedaille |
| ----------------------- | ------------------------- | ------------------------- |
| 7                       | 6                         | 4                         |

Südafrika entsandte 18 Athletinnen und 26 Athleten zu den Paralympischen Sommerspielen 2016 in Rio de Janeiro,  die in zehn Sportarten antraten. Fahnenträgerin für Südafrika bei der Eröffnungsfeier war die Leichtathletin Ntombizanele Situ.

## Medaillen

### Medaillenspiegel
| Rang   | Sportart          | Gold | Silber | Bronze | Gesamt |
| ------ | ----------------- | ---- | ------ | ------ | ------ |
| 1      | Leichtathletik    | 5    | 6      | 4      | 15     |
| 2      | Radsport (Straße) | 1    | 0      | 0      | 1      |
| 2      | Schwimmen         | 1    | 0      | 0      | 1      |
| Gesamt | Gesamt            | 7    | 6      | 4      | 17     |

## Teilnehmer nach Sportart

### Bogenschießen
| Athleten       | Wettbewerb    | Qualifikation | Qualifikation | 1. Runde    | 1. Runde | Achtelfinale  | Achtelfinale  | Viertelfinale | Viertelfinale | Halbfinale    | Halbfinale    | Finale        | Finale        | Rang |
| Athleten       | Wettbewerb    | Ringe         | Rang          | Gegner      | Ergebnis | Gegner        | Ergebnis      | Gegner        | Ergebnis      | Gegner        | Ergebnis      | Gegner        | Ergebnis      | Rang |
| -------------- | ------------- | ------------- | ------------- | ----------- | -------- | ------------- | ------------- | ------------- | ------------- | ------------- | ------------- | ------------- | ------------- | ---- |
| Männer         |               |               |               |             |          |               |               |               |               |               |               |               |               |      |
| Shaun Anderson | Compound Open | 627           | 28            | N. Macqueen | 129:144  | ausgeschieden | ausgeschieden | ausgeschieden | ausgeschieden | ausgeschieden | ausgeschieden | ausgeschieden | ausgeschieden | 17   |

### Leichtathletik
Laufen
| Athleten                                        | Wettbewerb   | Vorlauf     | Vorlauf | Halbfinale | Halbfinale | Finale        | Finale        | Rang |
| Athleten                                        | Wettbewerb   | Zeit        | Rang    | Zeit       | Rang       | Zeit          | Rang          | Rang |
| ----------------------------------------------- | ------------ | ----------- | ------- | ---------- | ---------- | ------------- | ------------- | ---- |
| Männer                                          |              |             |         |            |            |               |               |      |
| Jonathan Ntutu                                  | 100 m T12    | 11,10 s     | 1       | —          | —          | 11,09         | 2             |      |
| Charl Du Toit                                   | 100 m T37    | 11,42 s     | 1       | —          | —          | 11,45 s       | 1             |      |
| Fanie van der Merwe                             | 100 m T37    | 11,52 s     | 2       | —          | —          | 11,54 s       | 3             |      |
| Dyan Buis                                       | 100 m T38    | 11,29 s     | 2       | —          | —          | 11,26 s       | 4             | 4    |
| Ntando Mahlangu                                 | 100 m T42    | 12,70 s     | 3       | —          | —          | 12,57 s       | 5             | 5    |
| Arnu Fourie                                     | 100 m T44    | 11,19 s     | 2       | —          | —          | 11,11 s       | 4             | 4    |
| Mpumelelo Mhlongo                               | 100 m T44    | 11,33 s     | 5       | —          | —          | ausgeschieden | ausgeschieden | 11   |
| Hilton Langenhoven                              | 200 m T12    | 22,27 s     | 1       | 22,50 s    | 1          | 22,43 s       | 2             |      |
| Jonathan Ntutu                                  | 200 m T12    | 22,91 s     | 3       | 22,87 s    | 3          | ausgeschieden | ausgeschieden | 5    |
| Ntando Mahlangu                                 | 200 m T42    | 24,15 s     | 1       | —          | —          | 23,77 s       | 2             |      |
| Arnu Fourie                                     | 200 m T44    | 22,67 s     | 5       | —          | —          | ausgeschieden | ausgeschieden | 10   |
| Hilton Langenhoven                              | 400 m T12    | 50,26 s     | 1       | DSQ        | DSQ        | ausgeschieden | ausgeschieden | 7    |
| Charl Du Toit                                   | 400 m T37    | 55,28 s     | 1       | —          | —          | 51,13 s       | 1             |      |
| Dyan Buis                                       | 400 m T38    | 54,66 s     | 2       | —          | —          | 49,46 s       | 1             |      |
| Ernst Francois van Dyk                          | Marathon T54 | —           | —       | —          | —          | 1:30:11 h     | 6             | 6    |
| Frauen                                          |              |             |         |            |            |               |               |      |
| Ilse Hayes                                      | 100 m T13    | 12,34 s     | 1       | —          | —          | 11,91 s       | 2             |      |
| Liezel Gouws                                    | 100 m T37    | 14,88 s     | 4       | —          | —          | 14,84 s       | 8             | 8    |
| Anrune Liebenberg                               | 200 m T47    | 26,63 s     | 2       | —          | —          | 26,57 s       | 4             | 4    |
| Ilse Hayes                                      | 400 m T13    | —           | —       | —          | —          | 56,49 s       | 2             |      |
| Liezel Gouws                                    | 400 m T37    | 1:07,86 min | 3       | —          | —          | 1:09,08 min   | 7             | 7    |
| Anrune Liebenberg                               | 400 m T47    | 1:01,79 min | 1       | —          | —          | 58,88 s       | 2             |      |
| Louzanne Coetzee Guide: Khothatso Voight Mokone | 1500 m T11   | DSQ         | DSQ     | —          | —          | ausgeschieden | ausgeschieden | DSQ  |

Springen und Werfen
| Athleten           | Wettbewerb       | Finale  | Finale | Rang |
| Athleten           | Wettbewerb       | Weite   | Rang   | Rang |
| ------------------ | ---------------- | ------- | ------ | ---- |
| Männer             |                  |         |        |      |
| Hilton Langenhoven | Weitsprung T12   | 7,07 m  | 1      |      |
| Andrea Dalle Ave   | Weitsprung T37   | 5,86 m  | 5      | 5    |
| Dyan Buis          | Weitsprung T38   | 6,58 m  | 3      |      |
| Mpumelelo Mhlongo  | Weitsprung T44   | 6,79 m  | 6      | 6    |
| Tyrone Pillay      | Kugelstoßen F42  | 13,91 m | 3      |      |
| Reinhardt Hamman   | Speerwerfen F38  | 50,96 m | 1      |      |
| Frauen             |                  |         |        |      |
| Ntombizanele Situ  | Diskuswerfen F55 | 14,96 m | 10     | 10   |
| Zandile Nhlapo     | Kugelstoßen F34  | 5,63 m  | 8      | 8    |
| Chenelle van Zyl   | Kugelstoßen F35  | 8,49 m  | 4      | 4    |
| Ntombizanele Situ  | Speerwerfen F54  | 17,90 m | 3      |      |

### Kanu
| Athleten          | Wettbewerb | Vorlauf | Vorlauf | Halbfinale    | Halbfinale    | Finale        | Finale        | Rang |
| Athleten          | Wettbewerb | Zeit    | Rang    | Zeit          | Rang          | Zeit          | Rang          | Rang |
| ----------------- | ---------- | ------- | ------- | ------------- | ------------- | ------------- | ------------- | ---- |
| Männer            |            |         |         |               |               |               |               |      |
| Graham Sean Paull | KL1 200 m  | DSQ     | DSQ     | ausgeschieden | ausgeschieden | ausgeschieden | ausgeschieden | DSQ  |

### Powerlifting (Bankdrücken)
| Athleten          | Wettbewerb | Ergebnis | Rang |
| ----------------- | ---------- | -------- | ---- |
| Frauen            |            |          |      |
| Chantell Stierman | bis 61 kg  | 80 kg    | 6    |

### Radsport

#### Straße
| Athleten               | Wettbewerb            | Zeit         | Rang |
| ---------------------- | --------------------- | ------------ | ---- |
| Männer                 |                       |              |      |
| Craig Ridgard          | Einzelzeitfahren C2   | 30:19,03 min | 11   |
| Craig Ridgard          | Straßenrennen C1–2–3  | 2:07:36 h    | 28   |
| Dane Wilson            | Einzelzeitfahren C5   | 44:17,59 min | 14   |
| Dane Wilson            | Straßenrennen C4-5    | 2:38:50 h    | 21   |
| Ernst Francois van Dyk | Einzelzeitfahren H5   | 29:26,31 min | 5    |
| Ernst Francois van Dyk | Straßenrennen H5      | 1:37:49 h    | Gold |
| Goldy Fuchs            | Einzelzeitfahren T1-2 | 26:42,02 min | 9    |
| Goldy Fuchs            | Straßenrennen T1-2    | 57:13 min    | 9    |
| Frauen                 |                       |              |      |
| Roxanne Burns          | Einzelzeitfahren C1-3 | DNS          | DNS  |
| Justine Asher          | Einzelzeitfahren H1-3 | 34:34,12 min | 5    |
| Justine Asher          | Straßenrennen H1-4    | 1:37:36 h    | 12   |

#### Bahn
| Athleten      | Wettbewerb                    | Qualifikation | Qualifikation | Finals        | Finals        | Rang |
| Athleten      | Wettbewerb                    | Zeit          | Rang          | Gegner        | Zeit          | Rang |
| ------------- | ----------------------------- | ------------- | ------------- | ------------- | ------------- | ---- |
| Männer        |                               |               |               |               |               |      |
| Dane Wilson   | 4000 m Einerverfolgung C5     | 5:12,885 min  | 10            | ausgeschieden | ausgeschieden | 10   |
| Dane Wilson   | 1000 m Einzelzeitfahren C4-C5 | —             | —             | —             | 1:10,957 min  | 17   |
| Frauen        |                               |               |               |               |               |      |
| Roxanne Burns | 3000 m Einerverfolgung C1-3   | 4:43,478 min  | 11            | ausgeschieden | ausgeschieden | 11   |
| Roxanne Burns | 500 m Einzelzeitfahren C1-3   | —             | —             | —             | 45,071 s      | 10   |

### Reiten
| Athleten                              | Wettbewerb(e)             | Punkte/Prozent | Rang |
| ------------------------------------- | ------------------------- | -------------- | ---- |
| Philippa Johnson-Dwyer mit Lord Louis | Individual Test-Grade III | 69,390 %       | 7    |
| Philippa Johnson-Dwyer mit Lord Louis | Kür Grade III             | DSQ            | DSQ  |

### Rollstuhltennis
| Athleten              | Wettbewerb | 1. Runde        | 1. Runde | 2. Runde      | 2. Runde      | Achtelfinale                   | Achtelfinale  | Viertelfinale | Viertelfinale | Halbfinale    | Halbfinale    | Finale / Platz 3 | Finale / Platz 3 | Rang |
| Athleten              | Wettbewerb | Gegner          | Ergebnis | Gegner        | Ergebnis      | Gegner                         | Ergebnis      | Gegner        | Ergebnis      | Gegner        | Ergebnis      | Gegner           | Ergebnis         | Rang |
| --------------------- | ---------- | --------------- | -------- | ------------- | ------------- | ------------------------------ | ------------- | ------------- | ------------- | ------------- | ------------- | ---------------- | ---------------- | ---- |
| Männer                |            |                 |          |               |               |                                |               |               |               |               |               |                  |                  |      |
| Leon Els              | Einzel     | R. Nemeth       | 3:6, 3:6 | ausgeschieden | ausgeschieden | ausgeschieden                  | ausgeschieden | ausgeschieden | ausgeschieden | ausgeschieden | ausgeschieden | ausgeschieden    | ausgeschieden    | 33   |
| Evans Maripa          | Einzel     | Suthi Khlongrua | 7:5, 6:0 | T. Miki       | 6:7, 5:7      | ausgeschieden                  | ausgeschieden | ausgeschieden | ausgeschieden | ausgeschieden | ausgeschieden | ausgeschieden    | ausgeschieden    | 17   |
| Evans Maripa Leon Els | Doppel     | —               | —        | —             | —             | Argentinien Fernández, Ledesma | 5:7, 2:6      | ausgeschieden | ausgeschieden | ausgeschieden | ausgeschieden | ausgeschieden    | ausgeschieden    | 9    |
| Frauen                |            |                 |          |               |               |                                |               |               |               |               |               |                  |                  |      |
| Kgothatso Montjane    | Einzel     | —               | —        | M. Nijo       | 6:2, 6:1      | Zhu Z.                         | 4:6, 6:4, 5:7 | ausgeschieden | ausgeschieden | ausgeschieden | ausgeschieden | ausgeschieden    | ausgeschieden    | 9    |
| Quadriplegiker        |            |                 |          |               |               |                                |               |               |               |               |               |                  |                  |      |
| Lucas Sithole         | Einzel     | —               | —        | —             | —             | S. Kawano                      | 6:1, 6:2      | Y. Silva      | 7:5, 6:3      | D. Alcott     | 0:6, 3:6      | D. Wagner        | 6:1, 2:6, 5:7    | 4    |

### Rudern
| Athleten                                                                      | Wettbewerb     | Vorlauf    | Vorlauf | Hoffnungslauf | Hoffnungslauf | Finale     | Finale | Rang |
| Athleten                                                                      | Wettbewerb     | Zeit (min) | Rang    | Zeit (min)    | Rang          | Zeit (min) | Rang   | Rang |
| ----------------------------------------------------------------------------- | -------------- | ---------- | ------- | ------------- | ------------- | ---------- | ------ | ---- |
| Frauen                                                                        |                |            |         |               |               |            |        |      |
| Sandra Khumalo                                                                | Einer ASM1x    | 6:05,03    | 5       | 5:59,62       | 4             | 5:58,77    | 4 (B)  | 10   |
| Mixed                                                                         |                |            |         |               |               |            |        |      |
| Dylan Trollope Lucy Perold Dieter Rosslee Shannon Murray Willie Morgan (Stm.) | Vierer Ltamix4 | 3:30,04    | 3       | 3:36,49       | 2             | 3:28,39    | 5      | 5    |

### Schießen
| Athleten         | Wettbewerb            | Qualifikation   | Qualifikation | Finale          | Finale        | Rang |
| Athleten         | Wettbewerb            | Ringe/ Scheiben | Rang          | Ringe/ Scheiben | Rang          | Rang |
| ---------------- | --------------------- | --------------- | ------------- | --------------- | ------------- | ---- |
| Mixed            |                       |                 |               |                 |               |      |
| von Zeuner Kohne | 25 m Sportpistole SH1 | 548             | 20            | ausgeschieden   | ausgeschieden | 20   |

### Schwimmen
| Athleten       | Wettbewerb              | Vorlauf     | Vorlauf | Finale        | Finale        | Rang |
| Athleten       | Wettbewerb              | Zeit        | Rang    | Zeit          | Rang          | Rang |
| -------------- | ----------------------- | ----------- | ------- | ------------- | ------------- | ---- |
| Männer         |                         |             |         |               |               |      |
| Hendri Herbst  | 100 m Rücken S11        | 1:14,44 min | 10      | ausgeschieden | ausgeschieden | 10   |
| Hendri Herbst  | 50 m Freistil S11       | 26,95 s     | 3       | 27,11 s       | 6             | 6    |
| Hendri Herbst  | 100 m Freistil S11      | 1:00,59 min | 5       | 59,71 s       | 4             | 4    |
| Kevin Paul     | 100 m Brust SB9         | 1:06,19 min | 1       | 1:04,86 min   | 1             | Gold |
| Kevin Paul     | 200 m Lagen SM10        | 2:15,09 min | 6       | 2:16,25 min   | 6             | 6    |
| Achmat Hassiem | 100 m Schmetterling S10 | 1:00,40 min | 8       | 1:00,96 min   | 8             | 8    |
| Achmat Hassiem | 100 m Freistil S10      | 58,25 s     | 18      | ausgeschieden | ausgeschieden | 18   |
| Frauen         |                         |             |         |               |               |      |
| Emily Gray     | 100 m Rücken S9         | 1:16,42 min | 9       | ausgeschieden | ausgeschieden | 9    |
| Emily Gray     | 50 m Freistil S9        | 33,25 s     | 20      | ausgeschieden | ausgeschieden | 20   |
| Emily Gray     | 100 m Freistil S9       | 1:10,58 min | 21      | ausgeschieden | ausgeschieden | 21   |
| Emily Gray     | 400 m Freistil S9       | 4:58,10 min | 6       | 4:59,18 min   | 7             | 7    |
| Shireen Sapiro | 100 m Rücken S10        | 1:13,13 min | 9       | ausgeschieden | ausgeschieden | 9    |
| Shireen Sapiro | 50 m Freistil S10       | 31,89 s     | 20      | ausgeschieden | ausgeschieden | 20   |
| Shireen Sapiro | 100 m Freistil S10      | 1:08,90 min | 18      | ausgeschieden | ausgeschieden | 18   |
| Alani Ferreira | 100 m Rücken S13        | 1:24,60 min | 13      | ausgeschieden | ausgeschieden | 13   |
| Alani Ferreira | 100 m Brust SB13        | 1:27,52 min | 13      | ausgeschieden | ausgeschieden | 13   |
| Alani Ferreira | 100 m Schmetterling S13 | 1:24,23 min | 20      | ausgeschieden | ausgeschieden | 20   |
| Alani Ferreira | 400 m Freistil S13      | 5:18,06 min | 13      | ausgeschieden | ausgeschieden | 13   |
| Alani Ferreira | 200 m Lagen SM13        | 2:50,43 min | 16      | ausgeschieden | ausgeschieden | 16   |